# جان كلود بيلونغ
جان كلود بيلونغ (بالفرنسية: Jean-Claude Billong) (28 ديسمبر 1993 بباريس في فرنسا - ) هو لاعب كرة قدم فرنسي في مركز الدفاع.

## وصلات خارجية
- جان كلود بيلونغ على موقع الاتحاد الأوربي (الإنجليزية)
- جان كلود بيلونغ على موقع قاعدة بيانات كرة القدم.إي يو (الإنجليزية)
- جان كلود بيلونغ على موقع ناشيونال فوتبول تيمز (الإنجليزية)
- جان كلود بيلونغ على موقع Soccerbase.com (لاعب) (الإنجليزية)
- جان كلود بيلونغ على موقع Soccerway.com (الإنجليزية)
- جان كلود بيلونغ على موقع عالم كرة القدم.نت (الإنجليزية)